# Copa del Rey de fútbol 2001-02
La Copa del Rey de Fútbol 2001/02 fue la edición número 98 de dicha competición española. Se disputó con la participación de 80 equipos pertenecientes a las divisiones Primera, Segunda, Segunda B y Tercera, a excepción de los equipos filiales que jugaran en dichas categorías.
La final se disputó en el Santiago Bernabéu el 6 de marzo del 2002, fecha que coincidió con el centenario del club madridista. Por eso, la victoria (1-2) del Deportivo de La Coruña se recuerda como «El Centenariazo» y, a la postre, significó el segundo título de copa para los gallegos tras el conseguido en la temporada 94-95 frente al Valencia y que se disputó también en el coliseo blanco.

## Equipos clasificados
Se clasificaron para esta edición de la Copa del Rey los 20 equipos de Primera y los 22 de Segunda División. A ellos se sumaron los 3 equipos que perdieron la categoría de Segunda División y los 18 mejores clubes de Segunda División B, según su puntuación en la temporada 2000-01, que no lograron el ascenso. La Universidad de Las Palmas CF, club que competía en Segunda División B tras haber descendido esa misma temporada, no pudo participar por estar inscrito como equipo filial de la Unión Deportiva Las Palmas. Por último se clasificaron los 17 campeones de grupo de la Tercera División de la temporada anterior. El C. D. As Pontes (subcampeón en su grupo) y el Lucena C. F. (tercero en su grupo) participaron en el torneo al ser el mejor equipo no filial clasificado en sus grupos. En total compitieron 80 equipos por el torneo.
| 1.ª División (20 equipos) | 2.ª División (21 equipos) | 2.ª División B (10 equipos) | 3.ª División (25 equipos) |
| --- | --- | --- | --- |
| Real Madrid C. F. R. C. Deportivo de La Coruña R. C. D. Mallorca F. C. Barcelona Valencia C. F. R. C. Celta Villarreal C. F. Málaga C. F. R. C. D. Espanyol Deportivo Alavés U. D. Las Palmas Athletic Club Real Sociedad Rayo Vallecano C. A. Osasuna R. Valladolid C. F. R. Zaragoza R. Oviedo Real Racing Club C. D. Numancia | Sevilla F. C. Real Betis C. D. Tenerife C. Atlético de Madrid Albacete Balompié R. C. Recreativo de Huelva R. Sporting Levante U. D. U. D. Salamanca Real Jaén C. F. C. F. Extremadura Córdoba C. F. Real Murcia C. F. C. D. Badajoz S. D. Eibar Racing C. de Ferrol C. D. Leganés Elche C. F. S. D. Compostela Getafe C. F. U. E. Lleida | - Grupo I C. D. Ourense Zamora C. F. C. D. Toledo U. D. Pájara Playas Jandía U. D. Vecindario - Grupo II Burgos C. F. Cultural Leonesa C. D. Calahorra Amurrio Club S. D. Beasáin - Grupo III U. D. A. Gramenet Gimnàstic de Tarragona C. E. Sabadell F. C. Novelda C. F. C. E. L´Hospitalet U. E. Figueres - Grupo IV Cádiz C. F. C. Polideportivo Ejido Xerez C. D. A. D. Ceuta Granada C. F. | - Grupo I C. D. As Pontes - Grupo II Marino de Luanco - Grupo III S. D. Noja - Grupo IV S. D. Lemona - Grupo V C. F. Gavà - Grupo VI Alicante C. F. - Grupo VII C. F. Rayo Majadahonda - Grupo VIII C. F. Palencia - Grupo IX U. D. Marbella - Grupo X Atlético Lucentino Industrial C. F. - Grupo XI C. D. Atlético Baleares - Grupo XII U. D. Lanzarote - Grupo XIII C. F. Ciudad de Murcia - Grupo XIV C. D. Diter Zafra - Grupo XV C. D. Logroñés - Grupo XVI C. D. Teruel - Grupo XVII C. D. Quintanar del Rey |

## Ronda previa
En esta ronda preliminar participaron únicamente los equipos de Segunda B y Tercera División (22 y 12 equipos respectivamente), salvo los exentos por sorteo: Cultural Leonesa, Getafe CF, SD Compostela y UE Lleida, todos ellos de Segunda B. La eliminatoria estuvo compuesta por 17 encuentros y se jugó a doble partido los días 5 y 6 de septiembre de 2001 (ida) y 19 y 20 de septiembre de 2001 (vuelta).
| 5 de agosto de 2001 | 19 de septiembre de 2001 |

| Ida | Local ida            | Resultado global | Local vuelta | Vuelta |
| --- | -------------------- | ---------------- | ------------ | ------ |
| 2-0 | CD Toledo            | 4-0              | CD Calahorra | 0-2    |
| 2-1 | CD Atlético Baleares | 2-6              | AD Ceuta     | 5-0    |

| 5 de agosto de 2001 | 20 de septiembre de 2001 |

| Ida | Local ida | Resultado global | Local vuelta | Vuelta |
| --- | --------- | ---------------- | ------------ | ------ |
| 3-0 | SD Lemona | 4-1              | Zamora CF    | 1-1    |

| 6 de agosto de 2001 | 20 de septiembre de 2001 |

| Ida | Local ida            | Resultado global | Local vuelta            | Vuelta |
| --- | -------------------- | ---------------- | ----------------------- | ------ |
| 0-2 | CF Palencia          | 1-4              | Marino de Luanco        | 2-1    |
| 1-0 | SD Noja              | 2-4              | CD Ourense              | 4-1    |
| 0-0 | CD As Pontes         | 0-2              | Amurrio Club            | 2-0    |
| 1-1 | CF Gavà              | 1-2              | CE L´Hospitalet         | 1-0    |
| 1-2 | CD Teruel            | 1-10             | UE Figueres             | 8-0    |
| 0-0 | CE Sabadell          | 1-2              | CD Logroñés             | 2-1    |
| 1-0 | UDA Gramenet         | 2-1              | SD Beasáin              | 1-1    |
| 0-0 | CF Rayo Majadahonda  | 0-2              | UD Vecindario           | 2-0    |
| 1-1 | CD Quintanar del Rey | 1-3              | UD Pájara Playas Jandía | 2-0    |
| 0-2 | CD Castellón         | 1-2              | Novelda CF              | 0-1    |
| 2-0 | UD Lanzarote         | 2-1              | Alicante CF             | 1-0    |
| 2-1 | Lucena CF            | 2-2              | CF Ciudad de Murcia     | 1-0    |
| 0-1 | UD Marbella          | 0-1              | CD Diter Zafra          | 0-0    |
| 0-2 | Granada CF           | 1-6              | Cádiz CF                | 4-1    |

Clubes exentos: Cultural Leonesa, Getafe CF, SD Compostela y UE Lleida.

## Treintaidosavos de final
En esta primera ronda participaron todos los clubes de Primera y Segunda división (42 equipos) y los clubes de Segunda B y Tercera (19 y 1 equipos respectivamente) clasificados en la ronda preliminar, salvo el CD Toledo (exento por sorteo). La eliminatoria, compuesta por 31 encuentros, se disputó a partido único disputado en el campo del equipo de inferior categoría los días 9, 10 y 11 de octubre y 7 de noviembre de 2001. Los partidos jugados en noviembre se aplazaron en su día por coincidir con partidos de la UEFA Champions League que, a su vez, se habían aplazado por los atentados del 11 de septiembre.
| 9 de octubre de 2001: |

| Local     | Resultado | Visitante     |
| --------- | --------- | ------------- |
| SD Lemona | 2-3       | Celta de Vigo |

| 10 de octubre de 2001: |

| Local                   | Resultado         | Visitante            |
| ----------------------- | ----------------- | -------------------- |
| Amurrio Club            | 1-3               | Athletic Club        |
| Cultural Leonesa        | 1-0               | Racing de Santander  |
| Racing de Ferrol        | 1-0               | Burgos CF            |
| Gimnàstic de Tarragona  | 1-0               | SD Eibar             |
| UD Salamanca            | 2-0               | CD Numancia          |
| Atlético de Madrid      | 1-3               | Rayo Vallecano       |
| UE Lleida               | 1-0               | RCD Espanyol         |
| CD Diter Zafra          | 0-1               | RCD Mallorca         |
| CD Logroñés             | 0-0 (5-4)         | Real Zaragoza        |
| CE L´Hospitalet         | 2-1               | Real Sociedad        |
| Getafe CF               | 1-2               | Villarreal CF        |
| Sporting de Gijón       | 4-2               | Real Oviedo          |
| Albacete Balompié       | 1-0               | Elche CF             |
| Levante UD              | 2-1               | CD Leganés           |
| Cádiz CF                | 1-2               | Málaga CF            |
| Real Jaén CF            | 2-0               | Xerez CD             |
| Poli Ejido              | 1-2               | Recreativo de Huelva |
| CF Extremadura          | 1-1 (2-4)         | CD Badajoz           |
| Córdoba CF              | 1-0               | Real Murcia CF       |
| Novelda CF              | 0-1(Anulado)(3:0) | Valencia CF          |
| CF Ciudad de Murcia     | 2-1               | Sevilla FC           |
| AD Ceuta                | 4-1               | Real Betis           |
| UD Pájara Playas Jandía | 0-4               | Real Madrid CF       |
| UD Vecindario           | 1-2               | UD Las Palmas        |
| UD Lanzarote            | 5-1               | CD Tenerife          |

| 11 de octubre de 2001: |

| Local      | Resultado | Visitante          |
| ---------- | --------- | ------------------ |
| CD Ourense | 1-1 (3-5) | Real Valladolid CF |

| 7 de noviembre de 2001: |

| Local            | Resultado | Visitante              |
| ---------------- | --------- | ---------------------- |
| UE Figueres      | 1-0       | FC Barcelona           |
| Marino de Luanco | 1-4       | Deportivo de La Coruña |
| SD Compostela    | 1-2       | Deportivo Alavés       |
| UDA Gramenet     | 1-2       | CA Osasuna             |

Club exento: CD Toledo.

 Entre paréntesis resultado en la tanda de penaltis.

## Dieciseisavos de final
Esta ronda se jugó los días 27, 28 y 29 de noviembre del 2001. En ella se enfrentaron entre sí los 32 equipos que superaron la fase anterior. El sorteo se hizo de tal forma que los equipos de Segunda División, Segunda B y Tercera se enfrentaron a los equipos de Primera. Al igual que en la ronda anterior, la eliminatoria se disputó a partido único en campo del rival de inferior categoría.
| 27 de noviembre de 2001: |

| Local       | Resultado | Visitante     |
| ----------- | --------- | ------------- |
| UE Figueres | 0-0 (4-2) | CA Osasuna    |
| Novelda CF  | 1-0       | UD Las Palmas |

| 28 de noviembre de 2001: |

| Local             | Resultado | Visitante              |
| ----------------- | --------- | ---------------------- |
| Cultural Leonesa  | 1-2       | Deportivo de La Coruña |
| UD Salamanca      | 1-0       | Celta de Vigo          |
| Racing de Ferrol  | 1-2       | Real Valladolid CF     |
| Sporting de Gijón | 2-0       | Deportivo Alavés       |
| UD Lanzarote      | 1-3       | Real Madrid CF         |
| CD Logroñés       | 0-3       | CE L´Hospitalet        |
| CD Toledo         | 2-3       | Athletic Club          |
| Albacete Balompié | 1-3       | Rayo Vallecano         |
| Córdoba CF        | 1-0       | Real Jaén CF           |
| CD Badajoz        | 0-0 (5-3) | Recreativo de Huelva   |
| AD Ceuta          | 0-0 (4-5) | RCD Mallorca           |

| 29 de noviembre de 2001: |

| Local               | Resultado | Visitante              |
| ------------------- | --------- | ---------------------- |
| UE Lleida           | 1-2       | Gimnàstic de Tarragona |
| Levante UD          | 1-1 (3-4) | Villarreal CF          |
| CF Ciudad de Murcia | 1-1 (4-2) | Málaga CF              |

 Entre paréntesis resultado en la tanda de penaltis.

## Fase final (cuadro)
La fase final consistió en cuatro rondas eliminatorias a doble partido con sorteo puro entre los clasificados en la ronda anterior. Los dos últimos contendientes disputaron la final en el estadio Santiago Bernabéu (Madrid) el 6 de marzo de 2002.
|  | Dieciseisavos de final        | Dieciseisavos de final        |                     |                        | Octavos de final                                                    | Octavos de final                                                    | Octavos de final                                                    | Octavos de final                                                    |  |                     | Cuartos de final                                               | Cuartos de final                                               | Cuartos de final                                               | Cuartos de final                                               |  |               | Semifinales                                                      | Semifinales                                                      | Semifinales                                                      | Semifinales                                                      |  |             | Final                                                | Final                                                |  |
|  | 27 al 29 de noviembre de 2001 | 27 al 29 de noviembre de 2001 |                     |                        | 12 de diciembre de 2001 (ida) 18 y 19 de diciembre de 2001 (vuelta) | 12 de diciembre de 2001 (ida) 18 y 19 de diciembre de 2001 (vuelta) | 12 de diciembre de 2001 (ida) 18 y 19 de diciembre de 2001 (vuelta) | 12 de diciembre de 2001 (ida) 18 y 19 de diciembre de 2001 (vuelta) |  |                     | 8 y 9 de enero de 2002 (ida) 15 y 16 de enero de 2002 (vuelta) | 8 y 9 de enero de 2002 (ida) 15 y 16 de enero de 2002 (vuelta) | 8 y 9 de enero de 2002 (ida) 15 y 16 de enero de 2002 (vuelta) | 8 y 9 de enero de 2002 (ida) 15 y 16 de enero de 2002 (vuelta) |  |               | 23 y 24 de enero de 2002 (ida) 30 y 31 de enero de 2002 (vuelta) | 23 y 24 de enero de 2002 (ida) 30 y 31 de enero de 2002 (vuelta) | 23 y 24 de enero de 2002 (ida) 30 y 31 de enero de 2002 (vuelta) | 23 y 24 de enero de 2002 (ida) 30 y 31 de enero de 2002 (vuelta) |  |             | 6 de marzo de 2002 Estadio Santiago Bernabéu, Madrid | 6 de marzo de 2002 Estadio Santiago Bernabéu, Madrid |  |
|  |                               |                               |                     |                        |                                                                     |                                                                     |                                                                     |                                                                     |  |                     |                                                                |                                                                |                                                                |                                                                |  |               |                                                                  |                                                                  |                                                                  |                                                                  |  |             |                                                      |                                                      |  |
|  |                               |                               |                     |                        |                                                                     |                                                                     |                                                                     |                                                                     |  |                     |                                                                |                                                                |                                                                |                                                                |  |               |                                                                  |                                                                  |                                                                  |                                                                  |  |             |                                                      |                                                      |  |
|  | Sporting de Gijón             | 2                             |                     |                        |                                                                     |                                                                     |                                                                     |                                                                     |  |                     |                                                                |                                                                |                                                                |                                                                |  |               |                                                                  |                                                                  |                                                                  |                                                                  |  |             |                                                      |                                                      |  |
|  | Sporting de Gijón             | 2                             |                     |                        |                                                                     |                                                                     |                                                                     |                                                                     |  |                     |                                                                |                                                                |                                                                |                                                                |  |               |                                                                  |                                                                  |                                                                  |                                                                  |  |             |                                                      |                                                      |  |
|  | Alavés                        | 0                             |                     |                        |                                                                     |                                                                     |                                                                     |                                                                     |  |                     |                                                                |                                                                |                                                                |                                                                |  |               |                                                                  |                                                                  |                                                                  |                                                                  |  |             |                                                      |                                                      |  |
|  | Alavés                        | 0                             |                     | Sporting de Gijón      | 2                                                                   | 1                                                                   | 3                                                                   |                                                                     |  |                     |                                                                |                                                                |                                                                |                                                                |  |               |                                                                  |                                                                  |                                                                  |                                                                  |  |             |                                                      |                                                      |  |
|  |                               |                               |                     | Sporting de Gijón      | 2                                                                   | 1                                                                   | 3                                                                   |                                                                     |  |                     |                                                                |                                                                |                                                                |                                                                |  |               |                                                                  |                                                                  |                                                                  |                                                                  |  |             |                                                      |                                                      |  |
|  |                               |                               | Villarreal          | 4                      | 3                                                                   | 7                                                                   |                                                                     |                                                                     |  |                     |                                                                |                                                                |                                                                |                                                                |  |               |                                                                  |                                                                  |                                                                  |                                                                  |  |             |                                                      |                                                      |  |
|  | Levante                       | 1 (3)                         | Villarreal          | 4                      | 3                                                                   | 7                                                                   |                                                                     |                                                                     |  |                     |                                                                |                                                                |                                                                |                                                                |  |               |                                                                  |                                                                  |                                                                  |                                                                  |  |             |                                                      |                                                      |  |
|  | Levante                       | 1 (3)                         |                     |                        |                                                                     |                                                                     |                                                                     |                                                                     |  |                     |                                                                |                                                                |                                                                |                                                                |  |               |                                                                  |                                                                  |                                                                  |                                                                  |  |             |                                                      |                                                      |  |
|  | Villarreal (p.)               | 1 (4)                         |                     |                        |                                                                     |                                                                     |                                                                     |                                                                     |  |                     |                                                                |                                                                |                                                                |                                                                |  |               |                                                                  |                                                                  |                                                                  |                                                                  |  |             |                                                      |                                                      |  |
|  | Villarreal (p.)               | 1 (4)                         |                     |                        |                                                                     |                                                                     |                                                                     |                                                                     |  | Villarreal          | 0                                                              | 0                                                              | 0                                                              |                                                                |  |               |                                                                  |                                                                  |                                                                  |                                                                  |  |             |                                                      |                                                      |  |
|  |                               |                               |                     |                        |                                                                     |                                                                     |                                                                     |                                                                     |  | Villarreal          | 0                                                              | 0                                                              | 0                                                              |                                                                |  |               |                                                                  |                                                                  |                                                                  |                                                                  |  |             |                                                      |                                                      |  |
|  |                               |                               | Athletic Club       | 2                      | 1                                                                   | 3                                                                   |                                                                     |                                                                     |  |                     |                                                                |                                                                |                                                                |                                                                |  |               |                                                                  |                                                                  |                                                                  |                                                                  |  |             |                                                      |                                                      |  |
|  | Salamanca                     | 1                             | Athletic Club       | 2                      | 1                                                                   | 3                                                                   |                                                                     |                                                                     |  |                     |                                                                |                                                                |                                                                |                                                                |  |               |                                                                  |                                                                  |                                                                  |                                                                  |  |             |                                                      |                                                      |  |
|  | Salamanca                     | 1                             |                     |                        |                                                                     |                                                                     |                                                                     |                                                                     |  |                     |                                                                |                                                                |                                                                |                                                                |  |               |                                                                  |                                                                  |                                                                  |                                                                  |  |             |                                                      |                                                      |  |
|  | Celta de Vigo                 | 0                             |                     |                        |                                                                     |                                                                     |                                                                     |                                                                     |  |                     |                                                                |                                                                |                                                                |                                                                |  |               |                                                                  |                                                                  |                                                                  |                                                                  |  |             |                                                      |                                                      |  |
|  | Celta de Vigo                 | 0                             |                     | Salamanca              | 2                                                                   | 0                                                                   | 2                                                                   |                                                                     |  |                     |                                                                |                                                                |                                                                |                                                                |  |               |                                                                  |                                                                  |                                                                  |                                                                  |  |             |                                                      |                                                      |  |
|  |                               |                               |                     | Salamanca              | 2                                                                   | 0                                                                   | 2                                                                   |                                                                     |  |                     |                                                                |                                                                |                                                                |                                                                |  |               |                                                                  |                                                                  |                                                                  |                                                                  |  |             |                                                      |                                                      |  |
|  |                               |                               | Athletic Club       | 2                      | 2                                                                   | 4                                                                   |                                                                     |                                                                     |  |                     |                                                                |                                                                |                                                                |                                                                |  |               |                                                                  |                                                                  |                                                                  |                                                                  |  |             |                                                      |                                                      |  |
|  | Toledo                        | 2                             | Athletic Club       | 2                      | 2                                                                   | 4                                                                   |                                                                     |                                                                     |  |                     |                                                                |                                                                |                                                                |                                                                |  |               |                                                                  |                                                                  |                                                                  |                                                                  |  |             |                                                      |                                                      |  |
|  | Toledo                        | 2                             |                     |                        |                                                                     |                                                                     |                                                                     |                                                                     |  |                     |                                                                |                                                                |                                                                |                                                                |  |               |                                                                  |                                                                  |                                                                  |                                                                  |  |             |                                                      |                                                      |  |
|  | Athletic Club                 | 3                             |                     |                        |                                                                     |                                                                     |                                                                     |                                                                     |  |                     |                                                                |                                                                |                                                                |                                                                |  |               |                                                                  |                                                                  |                                                                  |                                                                  |  |             |                                                      |                                                      |  |
|  | Athletic Club                 | 3                             |                     |                        |                                                                     |                                                                     |                                                                     |                                                                     |  |                     |                                                                |                                                                |                                                                |                                                                |  | Athletic Club | 2                                                                | 0                                                                | 2                                                                |                                                                  |  |             |                                                      |                                                      |  |
|  |                               |                               |                     |                        |                                                                     |                                                                     |                                                                     |                                                                     |  |                     |                                                                |                                                                |                                                                |                                                                |  | Athletic Club | 2                                                                | 0                                                                | 2                                                                |                                                                  |  |             |                                                      |                                                      |  |
|  |                               |                               | Real Madrid         | 1                      | 3                                                                   | 4                                                                   |                                                                     |                                                                     |  |                     |                                                                |                                                                |                                                                |                                                                |  |               |                                                                  |                                                                  |                                                                  |                                                                  |  |             |                                                      |                                                      |  |
|  | Lérida                        | 1                             | Real Madrid         | 1                      | 3                                                                   | 4                                                                   |                                                                     |                                                                     |  |                     |                                                                |                                                                |                                                                |                                                                |  |               |                                                                  |                                                                  |                                                                  |                                                                  |  |             |                                                      |                                                      |  |
|  | Lérida                        | 1                             |                     |                        |                                                                     |                                                                     |                                                                     |                                                                     |  |                     |                                                                |                                                                |                                                                |                                                                |  |               |                                                                  |                                                                  |                                                                  |                                                                  |  |             |                                                      |                                                      |  |
|  | Gimnàstic de Tarragona        | 2                             |                     |                        |                                                                     |                                                                     |                                                                     |                                                                     |  |                     |                                                                |                                                                |                                                                |                                                                |  |               |                                                                  |                                                                  |                                                                  |                                                                  |  |             |                                                      |                                                      |  |
|  | Gimnàstic de Tarragona        | 2                             |                     | Gimnàstic de Tarragona | 1                                                                   | 2                                                                   | 3                                                                   |                                                                     |  |                     |                                                                |                                                                |                                                                |                                                                |  |               |                                                                  |                                                                  |                                                                  |                                                                  |  |             |                                                      |                                                      |  |
|  |                               |                               |                     | Gimnàstic de Tarragona | 1                                                                   | 2                                                                   | 3                                                                   |                                                                     |  |                     |                                                                |                                                                |                                                                |                                                                |  |               |                                                                  |                                                                  |                                                                  |                                                                  |  |             |                                                      |                                                      |  |
|  |                               |                               | Real Madrid         | 0                      | 4                                                                   | 4                                                                   |                                                                     |                                                                     |  |                     |                                                                |                                                                |                                                                |                                                                |  |               |                                                                  |                                                                  |                                                                  |                                                                  |  |             |                                                      |                                                      |  |
|  | Lanzarote                     | 1                             | Real Madrid         | 0                      | 4                                                                   | 4                                                                   |                                                                     |                                                                     |  |                     |                                                                |                                                                |                                                                |                                                                |  |               |                                                                  |                                                                  |                                                                  |                                                                  |  |             |                                                      |                                                      |  |
|  | Lanzarote                     | 1                             |                     |                        |                                                                     |                                                                     |                                                                     |                                                                     |  |                     |                                                                |                                                                |                                                                |                                                                |  |               |                                                                  |                                                                  |                                                                  |                                                                  |  |             |                                                      |                                                      |  |
|  | Real Madrid                   | 3                             |                     |                        |                                                                     |                                                                     |                                                                     |                                                                     |  |                     |                                                                |                                                                |                                                                |                                                                |  |               |                                                                  |                                                                  |                                                                  |                                                                  |  |             |                                                      |                                                      |  |
|  | Real Madrid                   | 3                             |                     |                        |                                                                     |                                                                     |                                                                     |                                                                     |  | Real Madrid         | 4                                                              | 0                                                              | 4                                                              |                                                                |  |               |                                                                  |                                                                  |                                                                  |                                                                  |  |             |                                                      |                                                      |  |
|  |                               |                               |                     |                        |                                                                     |                                                                     |                                                                     |                                                                     |  | Real Madrid         | 4                                                              | 0                                                              | 4                                                              |                                                                |  |               |                                                                  |                                                                  |                                                                  |                                                                  |  |             |                                                      |                                                      |  |
|  |                               |                               | Rayo Vallecano      | 0                      | 1                                                                   | 1                                                                   |                                                                     |                                                                     |  |                     |                                                                |                                                                |                                                                |                                                                |  |               |                                                                  |                                                                  |                                                                  |                                                                  |  |             |                                                      |                                                      |  |
|  | Ciudad de Murcia (p.)         | 1 (4)                         | Rayo Vallecano      | 0                      | 1                                                                   | 1                                                                   |                                                                     |                                                                     |  |                     |                                                                |                                                                |                                                                |                                                                |  |               |                                                                  |                                                                  |                                                                  |                                                                  |  |             |                                                      |                                                      |  |
|  | Ciudad de Murcia (p.)         | 1 (4)                         |                     |                        |                                                                     |                                                                     |                                                                     |                                                                     |  |                     |                                                                |                                                                |                                                                |                                                                |  |               |                                                                  |                                                                  |                                                                  |                                                                  |  |             |                                                      |                                                      |  |
|  | Málaga                        | 1 (2)                         |                     |                        |                                                                     |                                                                     |                                                                     |                                                                     |  |                     |                                                                |                                                                |                                                                |                                                                |  |               |                                                                  |                                                                  |                                                                  |                                                                  |  |             |                                                      |                                                      |  |
|  | Málaga                        | 1 (2)                         |                     | Ciudad de Murcia       | 0                                                                   | 0                                                                   | 0                                                                   |                                                                     |  |                     |                                                                |                                                                |                                                                |                                                                |  |               |                                                                  |                                                                  |                                                                  |                                                                  |  |             |                                                      |                                                      |  |
|  |                               |                               |                     | Ciudad de Murcia       | 0                                                                   | 0                                                                   | 0                                                                   |                                                                     |  |                     |                                                                |                                                                |                                                                |                                                                |  |               |                                                                  |                                                                  |                                                                  |                                                                  |  |             |                                                      |                                                      |  |
|  |                               |                               | Rayo Vallecano      | 0                      | 1                                                                   | 1                                                                   |                                                                     |                                                                     |  |                     |                                                                |                                                                |                                                                |                                                                |  |               |                                                                  |                                                                  |                                                                  |                                                                  |  |             |                                                      |                                                      |  |
|  | Albacete                      | 1                             | Rayo Vallecano      | 0                      | 1                                                                   | 1                                                                   |                                                                     |                                                                     |  |                     |                                                                |                                                                |                                                                |                                                                |  |               |                                                                  |                                                                  |                                                                  |                                                                  |  |             |                                                      |                                                      |  |
|  | Albacete                      | 1                             |                     |                        |                                                                     |                                                                     |                                                                     |                                                                     |  |                     |                                                                |                                                                |                                                                |                                                                |  |               |                                                                  |                                                                  |                                                                  |                                                                  |  |             |                                                      |                                                      |  |
|  | Rayo Vallecano                | 3                             |                     |                        |                                                                     |                                                                     |                                                                     |                                                                     |  |                     |                                                                |                                                                |                                                                |                                                                |  |               |                                                                  |                                                                  |                                                                  |                                                                  |  |             |                                                      |                                                      |  |
|  | Rayo Vallecano                | 3                             |                     |                        |                                                                     |                                                                     |                                                                     |                                                                     |  |                     |                                                                |                                                                |                                                                |                                                                |  |               |                                                                  |                                                                  |                                                                  |                                                                  |  | Real Madrid | 1                                                    |                                                      |  |
|  |                               |                               |                     |                        |                                                                     |                                                                     |                                                                     |                                                                     |  |                     |                                                                |                                                                |                                                                |                                                                |  |               |                                                                  |                                                                  |                                                                  |                                                                  |  | Real Madrid | 1                                                    |                                                      |  |
|  |                               |                               | Deportivo La Coruña | 2                      |                                                                     |                                                                     |                                                                     |                                                                     |  |                     |                                                                |                                                                |                                                                |                                                                |  |               |                                                                  |                                                                  |                                                                  |                                                                  |  |             |                                                      |                                                      |  |
|  | Córdoba                       | 1                             | Deportivo La Coruña | 2                      |                                                                     |                                                                     |                                                                     |                                                                     |  |                     |                                                                |                                                                |                                                                |                                                                |  |               |                                                                  |                                                                  |                                                                  |                                                                  |  |             |                                                      |                                                      |  |
|  | Córdoba                       | 1                             |                     |                        |                                                                     |                                                                     |                                                                     |                                                                     |  |                     |                                                                |                                                                |                                                                |                                                                |  |               |                                                                  |                                                                  |                                                                  |                                                                  |  |             |                                                      |                                                      |  |
|  | Real Jaén                     | 0                             |                     |                        |                                                                     |                                                                     |                                                                     |                                                                     |  |                     |                                                                |                                                                |                                                                |                                                                |  |               |                                                                  |                                                                  |                                                                  |                                                                  |  |             |                                                      |                                                      |  |
|  | Real Jaén                     | 0                             |                     | Córdoba                | 2                                                                   | 1                                                                   | 3                                                                   |                                                                     |  |                     |                                                                |                                                                |                                                                |                                                                |  |               |                                                                  |                                                                  |                                                                  |                                                                  |  |             |                                                      |                                                      |  |
|  |                               |                               |                     | Córdoba                | 2                                                                   | 1                                                                   | 3                                                                   |                                                                     |  |                     |                                                                |                                                                |                                                                |                                                                |  |               |                                                                  |                                                                  |                                                                  |                                                                  |  |             |                                                      |                                                      |  |
|  |                               |                               | Mallorca            | 1                      | 1                                                                   | 2                                                                   |                                                                     |                                                                     |  |                     |                                                                |                                                                |                                                                |                                                                |  |               |                                                                  |                                                                  |                                                                  |                                                                  |  |             |                                                      |                                                      |  |
|  | Ceuta                         | 0 (4)                         | Mallorca            | 1                      | 1                                                                   | 2                                                                   |                                                                     |                                                                     |  |                     |                                                                |                                                                |                                                                |                                                                |  |               |                                                                  |                                                                  |                                                                  |                                                                  |  |             |                                                      |                                                      |  |
|  | Ceuta                         | 0 (4)                         |                     |                        |                                                                     |                                                                     |                                                                     |                                                                     |  |                     |                                                                |                                                                |                                                                |                                                                |  |               |                                                                  |                                                                  |                                                                  |                                                                  |  |             |                                                      |                                                      |  |
|  | Mallorca (p.)                 | 0 (5)                         |                     |                        |                                                                     |                                                                     |                                                                     |                                                                     |  |                     |                                                                |                                                                |                                                                |                                                                |  |               |                                                                  |                                                                  |                                                                  |                                                                  |  |             |                                                      |                                                      |  |
|  | Mallorca (p.)                 | 0 (5)                         |                     |                        |                                                                     |                                                                     |                                                                     |                                                                     |  | Córdoba             | 0                                                              | 0                                                              | 0                                                              |                                                                |  |               |                                                                  |                                                                  |                                                                  |                                                                  |  |             |                                                      |                                                      |  |
|  |                               |                               |                     |                        |                                                                     |                                                                     |                                                                     |                                                                     |  | Córdoba             | 0                                                              | 0                                                              | 0                                                              |                                                                |  |               |                                                                  |                                                                  |                                                                  |                                                                  |  |             |                                                      |                                                      |  |
|  |                               |                               | Figueres            | 2                      | 0                                                                   | 2                                                                   |                                                                     |                                                                     |  |                     |                                                                |                                                                |                                                                |                                                                |  |               |                                                                  |                                                                  |                                                                  |                                                                  |  |             |                                                      |                                                      |  |
|  | Figueres (p.)                 | 0 (4)                         | Figueres            | 2                      | 0                                                                   | 2                                                                   |                                                                     |                                                                     |  |                     |                                                                |                                                                |                                                                |                                                                |  |               |                                                                  |                                                                  |                                                                  |                                                                  |  |             |                                                      |                                                      |  |
|  | Figueres (p.)                 | 0 (4)                         |                     |                        |                                                                     |                                                                     |                                                                     |                                                                     |  |                     |                                                                |                                                                |                                                                |                                                                |  |               |                                                                  |                                                                  |                                                                  |                                                                  |  |             |                                                      |                                                      |  |
|  | Osasuna                       | 0 (2)                         |                     |                        |                                                                     |                                                                     |                                                                     |                                                                     |  |                     |                                                                |                                                                |                                                                |                                                                |  |               |                                                                  |                                                                  |                                                                  |                                                                  |  |             |                                                      |                                                      |  |
|  | Osasuna                       | 0 (2)                         |                     | Figueres               | 2                                                                   | 0                                                                   | 2                                                                   |                                                                     |  |                     |                                                                |                                                                |                                                                |                                                                |  |               |                                                                  |                                                                  |                                                                  |                                                                  |  |             |                                                      |                                                      |  |
|  |                               |                               |                     | Figueres               | 2                                                                   | 0                                                                   | 2                                                                   |                                                                     |  |                     |                                                                |                                                                |                                                                |                                                                |  |               |                                                                  |                                                                  |                                                                  |                                                                  |  |             |                                                      |                                                      |  |
|  |                               |                               | Novelda             | 1                      | 0                                                                   | 1                                                                   |                                                                     |                                                                     |  |                     |                                                                |                                                                |                                                                |                                                                |  |               |                                                                  |                                                                  |                                                                  |                                                                  |  |             |                                                      |                                                      |  |
|  | Novelda                       | 1                             | Novelda             | 1                      | 0                                                                   | 1                                                                   |                                                                     |                                                                     |  |                     |                                                                |                                                                |                                                                |                                                                |  |               |                                                                  |                                                                  |                                                                  |                                                                  |  |             |                                                      |                                                      |  |
|  | Novelda                       | 1                             |                     |                        |                                                                     |                                                                     |                                                                     |                                                                     |  |                     |                                                                |                                                                |                                                                |                                                                |  |               |                                                                  |                                                                  |                                                                  |                                                                  |  |             |                                                      |                                                      |  |
|  | Las Palmas                    | 0                             |                     |                        |                                                                     |                                                                     |                                                                     |                                                                     |  |                     |                                                                |                                                                |                                                                |                                                                |  |               |                                                                  |                                                                  |                                                                  |                                                                  |  |             |                                                      |                                                      |  |
|  | Las Palmas                    | 0                             |                     |                        |                                                                     |                                                                     |                                                                     |                                                                     |  |                     |                                                                |                                                                |                                                                |                                                                |  | Figueres      | 0                                                                | 1                                                                | 1                                                                |                                                                  |  |             |                                                      |                                                      |  |
|  |                               |                               |                     |                        |                                                                     |                                                                     |                                                                     |                                                                     |  |                     |                                                                |                                                                |                                                                |                                                                |  | Figueres      | 0                                                                | 1                                                                | 1                                                                |                                                                  |  |             |                                                      |                                                      |  |
|  |                               |                               | Deportivo La Coruña | 1                      | 1                                                                   | 2                                                                   |                                                                     |                                                                     |  |                     |                                                                |                                                                |                                                                |                                                                |  |               |                                                                  |                                                                  |                                                                  |                                                                  |  |             |                                                      |                                                      |  |
|  | Logroñés                      | 0                             | Deportivo La Coruña | 1                      | 1                                                                   | 2                                                                   |                                                                     |                                                                     |  |                     |                                                                |                                                                |                                                                |                                                                |  |               |                                                                  |                                                                  |                                                                  |                                                                  |  |             |                                                      |                                                      |  |
|  | Logroñés                      | 0                             |                     |                        |                                                                     |                                                                     |                                                                     |                                                                     |  |                     |                                                                |                                                                |                                                                |                                                                |  |               |                                                                  |                                                                  |                                                                  |                                                                  |  |             |                                                      |                                                      |  |
|  | L'Hospitalet                  | 3                             |                     |                        |                                                                     |                                                                     |                                                                     |                                                                     |  |                     |                                                                |                                                                |                                                                |                                                                |  |               |                                                                  |                                                                  |                                                                  |                                                                  |  |             |                                                      |                                                      |  |
|  | L'Hospitalet                  | 3                             |                     | L'Hospitalet           | -                                                                   | -                                                                   | -                                                                   |                                                                     |  |                     |                                                                |                                                                |                                                                |                                                                |  |               |                                                                  |                                                                  |                                                                  |                                                                  |  |             |                                                      |                                                      |  |
|  |                               |                               |                     | L'Hospitalet           | -                                                                   | -                                                                   | -                                                                   |                                                                     |  |                     |                                                                |                                                                |                                                                |                                                                |  |               |                                                                  |                                                                  |                                                                  |                                                                  |  |             |                                                      |                                                      |  |
|  |                               |                               | Deportivo La Coruña | -                      | -                                                                   | -                                                                   |                                                                     |                                                                     |  |                     |                                                                |                                                                |                                                                |                                                                |  |               |                                                                  |                                                                  |                                                                  |                                                                  |  |             |                                                      |                                                      |  |
|  | Cultural Leonesa              | 1                             | Deportivo La Coruña | -                      | -                                                                   | -                                                                   |                                                                     |                                                                     |  |                     |                                                                |                                                                |                                                                |                                                                |  |               |                                                                  |                                                                  |                                                                  |                                                                  |  |             |                                                      |                                                      |  |
|  | Cultural Leonesa              | 1                             |                     |                        |                                                                     |                                                                     |                                                                     |                                                                     |  |                     |                                                                |                                                                |                                                                |                                                                |  |               |                                                                  |                                                                  |                                                                  |                                                                  |  |             |                                                      |                                                      |  |
|  | Deportivo La Coruña           | 2                             |                     |                        |                                                                     |                                                                     |                                                                     |                                                                     |  |                     |                                                                |                                                                |                                                                |                                                                |  |               |                                                                  |                                                                  |                                                                  |                                                                  |  |             |                                                      |                                                      |  |
|  | Deportivo La Coruña           | 2                             |                     |                        |                                                                     |                                                                     |                                                                     |                                                                     |  | Deportivo La Coruña | 2                                                              | 1                                                              | 3                                                              |                                                                |  |               |                                                                  |                                                                  |                                                                  |                                                                  |  |             |                                                      |                                                      |  |
|  |                               |                               |                     |                        |                                                                     |                                                                     |                                                                     |                                                                     |  | Deportivo La Coruña | 2                                                              | 1                                                              | 3                                                              |                                                                |  |               |                                                                  |                                                                  |                                                                  |                                                                  |  |             |                                                      |                                                      |  |
|  |                               |                               | Real Valladolid     | 0                      | 2                                                                   | 2                                                                   |                                                                     |                                                                     |  |                     |                                                                |                                                                |                                                                |                                                                |  |               |                                                                  |                                                                  |                                                                  |                                                                  |  |             |                                                      |                                                      |  |
|  | Badajoz                       | 0 (5)                         | Real Valladolid     | 0                      | 2                                                                   | 2                                                                   |                                                                     |                                                                     |  |                     |                                                                |                                                                |                                                                |                                                                |  |               |                                                                  |                                                                  |                                                                  |                                                                  |  |             |                                                      |                                                      |  |
|  | Badajoz                       | 0 (5)                         |                     |                        |                                                                     |                                                                     |                                                                     |                                                                     |  |                     |                                                                |                                                                |                                                                |                                                                |  |               |                                                                  |                                                                  |                                                                  |                                                                  |  |             |                                                      |                                                      |  |
|  | Recreativo de Huelva          | 0 (3)                         |                     |                        |                                                                     |                                                                     |                                                                     |                                                                     |  |                     |                                                                |                                                                |                                                                |                                                                |  |               |                                                                  |                                                                  |                                                                  |                                                                  |  |             |                                                      |                                                      |  |
|  | Recreativo de Huelva          | 0 (3)                         |                     | Badajoz                | 1                                                                   | 0                                                                   | 1                                                                   |                                                                     |  |                     |                                                                |                                                                |                                                                |                                                                |  |               |                                                                  |                                                                  |                                                                  |                                                                  |  |             |                                                      |                                                      |  |
|  |                               |                               |                     | Badajoz                | 1                                                                   | 0                                                                   | 1                                                                   |                                                                     |  |                     |                                                                |                                                                |                                                                |                                                                |  |               |                                                                  |                                                                  |                                                                  |                                                                  |  |             |                                                      |                                                      |  |
|  |                               |                               | Real Valladolid     | 3                      | 3                                                                   | 6                                                                   |                                                                     |                                                                     |  |                     |                                                                |                                                                |                                                                |                                                                |  |               |                                                                  |                                                                  |                                                                  |                                                                  |  |             |                                                      |                                                      |  |
|  | Racing de Ferrol              | 1                             | Real Valladolid     | 3                      | 3                                                                   | 6                                                                   |                                                                     |                                                                     |  |                     |                                                                |                                                                |                                                                |                                                                |  |               |                                                                  |                                                                  |                                                                  |                                                                  |  |             |                                                      |                                                      |  |
|  | Racing de Ferrol              | 1                             |                     |                        |                                                                     |                                                                     |                                                                     |                                                                     |  |                     |                                                                |                                                                |                                                                |                                                                |  |               |                                                                  |                                                                  |                                                                  |                                                                  |  |             |                                                      |                                                      |  |
|  | Real Valladolid               | 2                             |                     |                        |                                                                     |                                                                     |                                                                     |                                                                     |  |                     |                                                                |                                                                |                                                                |                                                                |  |               |                                                                  |                                                                  |                                                                  |                                                                  |  |             |                                                      |                                                      |  |
|  | Real Valladolid               | 2                             |                     |                        |                                                                     |                                                                     |                                                                     |                                                                     |  |                     |                                                                |                                                                |                                                                |                                                                |  |               |                                                                  |                                                                  |                                                                  |                                                                  |  |             |                                                      |                                                      |  |
|  |                               |                               |                     |                        |                                                                     |                                                                     |                                                                     |                                                                     |  |                     |                                                                |                                                                |                                                                |                                                                |  |               |                                                                  |                                                                  |                                                                  |                                                                  |  |             |                                                      |                                                      |  |

1. ↑  Deportivo La Coruña avanza automáticamente a cuartos de final, debido a la negación de el L'Hospitalet de jugar los partidos que le correspondían.

## Octavos de final
|  | UD Salamanca | 2 - 4 | Athletic Club |  |  |
|  |              |       |               |  |  |

| Partido Ida                       | UD Salamanca           | 2 - 2   | Athletic Club    |                                                                                         |
| 12 de diciembre de 2001 20:45 CET | Rogerio 55' Robert 73' | Reporte | Ezquerro 22' 44' | Salamanca / Salamanca / Castilla y León Estadio Helmántico — Espectadores Puentes Leira |

| Partido Vuelta                    | Athletic Club          | 2 - 0   | UD Salamanca |                                                                                      |  |
| 19 de diciembre de 2001 20:15 CET | Guerrero 46' Yeste 71' | Reporte |              | Bilbao / Vizcaya / País Vasco Estadio San Mamés 32.000 espectadores Undiano Mallenco |  |

|  | Sporting de Gijón | 3 - 7 | Villarreal Club de Fútbol |  |  |
|  |                   |       |                           |  |  |

| Partido Ida                       | Sporting de Gijón     | 2 - 4   | Villarreal Club de Fútbol                            |                                                                                               |
| 12 de diciembre de 2001 20:45 CET | Pablo Álvarez 28' 90' | Reporte | Craioveanu 45' Jorge López 61' 76' Quique Martín 72' | Gijón / Asturias / Principado de Asturias Estadio El Molinón 4.500 espectadores Pérez Burrull |

| Partido Vuelta                    | Villarreal Club de Fútbol       | 3 - 1   | Sporting de Gijón | |  |
| 19 de diciembre de 2001 21:00 CET | Cagna 25' Quique Martín 79' 85' | Reporte | Soto 15'          | Villarreal / Castellón / Comunidad Valenciana Estadio El Madrigal 4.000 espectadores Téllez Sánchez |  |

|  | CF Ciudad de Murcia | 0 - 1 | Rayo Vallecano |  |  |
|  |                     |       |                |  |  |

| Partido Ida                       | CF Ciudad de Murcia | 0 - 0   | Rayo Vallecano |                                                                                     |
| 12 de diciembre de 2001 21:30 CET |                     | Reporte |                | Murcia / Murcia / Región de Murcia La Condomina 8.000 espectadores González Vázquez |

| Partido Vuelta                    | Rayo Vallecano | 1 - 0   | CF Ciudad de Murcia |                                                                                                |  |
| 19 de diciembre de 2001 21:00 CET | Bolo 88'       | Reporte |                     | Madrid / Madrid / Comunidad de Madrid Estadio Teresa Rivero 6.000 espectadores Ansuátegui Roca |  |

|  | Gimnàstic de Tarragona | 3 - 4 | Real Madrid CF |  |  |
|  |                        |       |                |  |  |

| Partido Ida                       | Gimnàstic de Tarragona | 1 - 0   | Real Madrid CF |                                                                               |
| 12 de diciembre de 2001 20:30 CET | Karanka (pp) 83'       | Reporte |                | Tarragona / Tarragona / Cataluña Nou Estadi 13.000 espectadores Daudén Ibáñez |

| Partido Vuelta                    | Real Madrid CF           | 4 - 2   | Gimnàstic de Tarragona | |  |
| 18 de diciembre de 2001 21:30 CET | Raúl 4' 45' 48' Guti 30' | Reporte | Cuéllar 1' Herrero 15' | Madrid / Madrid / Comunidad de Madrid Estadio Santiago Bernabéu 35.000 espectadores Carmona Méndez |  |

|  | UE Figueres | 2 - 1 | Novelda CF |  |  |
|  |             |       |            |  |  |

| Partido Ida                       | UE Figueres        | 2 - 1   | Novelda CF   |                                                                                             |
| 12 de diciembre de 2001 21:00 CET | Arnau 48' Eloi 84' | Reporte | Madrigal 74' | Figueras / Gerona / Cataluña Estadio Municipal de Vilatenim 2.000 espectadores Jaso Delgado |

| Partido Vuelta                    | Novelda CF | 0 - 0   | UE Figueres | |  |
| 19 de diciembre de 2001 21:30 CET |            | Reporte |             | Novelda / Alicante / Comunidad Valenciana Estadio La Magdalena 4.000 espectadores Pereñíguez Pérez |  |

|  | Córdoba CF | 3 - 2 | RCD Mallorca |  |  |
|  |            |       |              |  |  |

| Partido Ida                       | Córdoba CF            | 2 - 1   | RCD Mallorca |                                                                                          |
| 12 de diciembre de 2001 21:00 CET | Platero 22' Lawal 70' | Reporte | Riera 68'    | Córdoba / Córdoba / Andalucía Estadio Nuevo Arcángel 6.000 espectadores Turienzo Álvarez |

| Partido Vuelta                    | RCD Mallorca | 1 - 1   | Córdoba CF |                                                                                              |  |
| 19 de diciembre de 2001 20:45 CET | Eto'o 8'     | Reporte | Cámara 56' | Palma de Mallorca / Mallorca / Islas Baleares Estadio Son Moix 6.000 espectadores Pérez Lasa |  |

|  | CE L´Hospitalet | — | Deportivo de La Coruña |  |  |
|  |                 |   |                        |  |  |

| Partido Ida                       | CE L´Hospitalet | —       | Deportivo de La Coruña |                                                                                |
| 11 de diciembre de 2001 21:30 CET |                 | Reporte |                        | Barcelona / Barcelona / Cataluña Mini Estadi — Espectadores Iturralde González |

| Partido Vuelta                | Deportivo de La Coruña | — | CE L´Hospitalet |                                                                 |  |
| 19 de diciembre de 2001 — CET |                        |   |                 | La Coruña / La Coruña / Galicia Estadio Riazor — Espectadores — |  |

|  | CD Badajoz | 1 - 6 | Real Valladolid CF |  |  |
|  |            |       |                    |  |  |

| Partido Ida                       | CD Badajoz | 1 - 3   | Real Valladolid CF                       |                                                                                          |
| 12 de diciembre de 2001 20:30 CET | Rodri 31'  | Reporte | Turu Flores 21' Luis García 47' Tote 71' | Badajoz / Badajoz / Extremadura Estadio Nuevo Vivero 5.000 espectadores Medina Cantalejo |

| Partido Vuelta                    | Real Valladolid CF                           | 3 - 0   | CD Badajoz | |  |
| 19 de diciembre de 2001 20:45 CET | Óscar 46' Luis García 57' Fernando Sales 81' | Reporte |            | Valladolid / Valladolid / Castilla y León Estadio Nuevo José Zorrilla 4.500 espectadores Esquinas Torres |  |

## Cuartos de final
|  | Villarreal Club de Fútbol | 0 - 3 | Athletic Club |  |  |
|  |                           |       |               |  |  |

| Partido Ida                  | Villarreal Club de Fútbol | 0 - 2   | Athletic Club | |
| 9 de enero de 2002 21:00 CET |                           | Reporte | Tiko 16' 20'  | Villarreal / Castellón / Comunidad Valenciana Estadio El Madrigal 8.000 espectadores Pino Zamorano |

| Partido Vuelta                | Athletic Club | 1 - 0   | Villarreal Club de Fútbol |                                                                                 |  |
| 15 de enero de 2002 21:30 CET | Guerrero 13'  | Reporte |                           | Bilbao / Vizcaya / País Vasco Estadio San Mamés 22.000 espectadores Pérez Pérez |  |

|  | Real Madrid CF | 4 - 1 | Rayo Vallecano |  |  |
|  |                |       |                |  |  |

| Partido Ida                  | Real Madrid CF                                  | 4 - 0   | Rayo Vallecano | |
| 8 de enero de 2002 21:30 CET | Roberto Carlos 33' Raúl 78' Zidane 81' Figo 84' | Reporte |                | Madrid / Madrid / Comunidad de Madrid Estadio Santiago Bernabéu 42.000 espectadores Iturralde González |

| Partido Vuelta                | Rayo Vallecano | 1 - 0   | Real Madrid CF |                                                                                                 |  |
| 16 de enero de 2002 21:00 CET | Peragón 92'    | Reporte |                | Madrid / Madrid / Comunidad de Madrid Estadio Teresa Rivero 5.000 espectadores Medina Cantalejo |  |

|  | Córdoba CF | 0 - 2 | UE Figueres |  |  |
|  |            |       |             |  |  |

| Partido Ida                  | Córdoba CF | 0 - 2   | UE Figueres       |                                                                                           |
| 9 de enero de 2002 21:30 CET |            | Reporte | Peña 52' Eloi 84' | Córdoba / Córdoba / Andalucía Estadio Nuevo Arcángel 5.000 espectadores Teixeira Vitienes |

| Partido Vuelta                | UE Figueres | 0 - 0   | Córdoba CF |                                                                                           |  |
| 16 de enero de 2002 21:30 CET |             | Reporte |            | Figueras / Gerona / Cataluña Estadio Municipal de Vilatenim 7.500 espectadores Ayza Gámez |  |

|  | Deportivo de La Coruña | 4 - 3 | Real Valladolid CF |  |  |
|  |                        |       |                    |  |  |

| Partido Ida                  | Deportivo de La Coruña   | 2 - 0   | Real Valladolid CF |                                                                                    |
| 9 de enero de 2002 20:45 CET | Capdevila 46' Makaay 61' | Reporte |                    | La Coruña / La Coruña / Galicia Estadio Riazor 14.000 espectadores Mejuto González |

| Partido Vuelta                | Real Valladolid CF    | 2 - 1   | Deportivo de La Coruña | |  |
| 16 de enero de 2002 21:45 CET | Fernando 3' Mario 34' | Reporte | Tristán (p) 110'       | Valladolid / Valladolid / Castilla y León Estadio Nuevo José Zorrilla 18.000 espectadores Fernández Marín |  |

## Semifinales
|  | Athletic Club | 2 - 4 | Real Madrid CF |  |  |
|  |               |       |                |  |  |

| Partido Ida                   | Athletic Club             | 2 - 1   | Real Madrid CF |                                                                                     |
| 23 de enero de 2002 20:15 CET | Etxeberria 64' Urzaiz 85' | Reporte | Zidane 4'      | Bilbao / Vizcaya / País Vasco Estadio San Mamés 42.000 espectadores Fernández Marín |

| Partido Vuelta                | Real Madrid CF                        | 3 - 0   | Athletic Club |                                                                                           |  |
| 31 de enero de 2002 21:30 CET | Larrainzar (pp) 51' Raúl 58' Guti 75' | Reporte |               | Madrid / Madrid / Madrid Estadio Santiago Bernabéu 75.000 espectadores Rodríguez Santiago |  |

|  | UE Figueres | 1 - 2 | Deportivo de La Coruña |  |  |
|  |             |       |                        |  |  |

| Partido Ida                   | UE Figueres | 0 - 1   | Deportivo de La Coruña |                                                                                                   |
| 24 de enero de 2002 21:30 CET |             | Reporte | Tristán 5'             | Figueras / Gerona / Cataluña Estadio Municipal de Vilatenim 7.500 espectadores Iturralde González |

| Partido Vuelta                | Deportivo de La Coruña | 1 - 1   | UE Figueres  |                                                                                  |  |
| 30 de enero de 2002 21:15 CET | José Manuel 6'         | Reporte | Piti (p) 92' | La Coruña / La Coruña / Galicia Estadio Riazor 20.000 espectadores Pérez Burrull |  |

## Final
| 13 | POR | César Sánchez      |     |
| 2  | DEF | Michel Salgado     |     |
| 4  | DEF | Fernando Hierro    |     |
| 22 | DEF | Francisco Pavón    | 46' |
| 3  | DEF | Roberto Carlos     |     |
| 24 | MED | Claude Makélélé    |     |
| 6  | MED | Iván Helguera      |     |
| 10 | MED | Luís Figo          | 83' |
| 5  | MED | Zinedine Zidane    |     |
| 7  | DEL | Raúl González      |     |
| 9  | DEL | Fernando Morientes | 67' |
| DT | DT  | Vicente Del Bosque |     |

| 1  | POR | José Francisco Molina |     |
| 12 | DEF | Lionel Scaloni        |     |
| 5  | DEF | César Martín          |     |
| 4  | DEF | Noureddine Naybet     |     |
| 3  | DEF | Enrique Romero        |     |
| 16 | MED | Sergio González       |     |
| 6  | MED | Mauro Silva           |     |
| 18 | MED | Víctor Sánchez        | 88' |
| 21 | MED | Juan Carlos Valerón   | 62' |
| 10 | MED | Fran                  | 83' |
| 9  | DEL | Diego Tristán         |     |
| DT | DT  | Javier Irureta        |     |

| 21 | MED | Santiago Solari | 46' |
| 14 | MED | Guti            | 67' |
| 8  | MED | Steve McManaman | 83' |

| 23 | MED | Aldo Duscher   | 62' |
| 15 | DEF | Joan Capdevila | 83' |
| 8  | MED | Djalminha      | 88' |

|  | 58' | Raúl González | 1-2 |

|  | 6'  | Sergio González | 0-1 |
|  | 38' | Diego Tristán   | 0-2 |

|  | 25' | Fernando Hierro |
|  | 65' | Santiago Solari |
|  | 81' | Iván Helguera   |

|  | 10' | Mauro Silva          |
|  | 31' | Víctor Sánchez       |
|  | 70' | Fran                 |
|  | 90' | José Franciso Molina |

| Árbitro | Manuel Mejuto González |
| Reporte |                        |

| 13 | POR | César Sánchez      |     |
| 2  | DEF | Michel Salgado     |     |
| 4  | DEF | Fernando Hierro    |     |
| 22 | DEF | Francisco Pavón    | 46' |
| 3  | DEF | Roberto Carlos     |     |
| 24 | MED | Claude Makélélé    |     |
| 6  | MED | Iván Helguera      |     |
| 10 | MED | Luís Figo          | 83' |
| 5  | MED | Zinedine Zidane    |     |
| 7  | DEL | Raúl González      |     |
| 9  | DEL | Fernando Morientes | 67' |
| DT | DT  | Vicente Del Bosque |     |

| 1  | POR | José Francisco Molina |     |
| 12 | DEF | Lionel Scaloni        |     |
| 5  | DEF | César Martín          |     |
| 4  | DEF | Noureddine Naybet     |     |
| 3  | DEF | Enrique Romero        |     |
| 16 | MED | Sergio González       |     |
| 6  | MED | Mauro Silva           |     |
| 18 | MED | Víctor Sánchez        | 88' |
| 21 | MED | Juan Carlos Valerón   | 62' |
| 10 | MED | Fran                  | 83' |
| 9  | DEL | Diego Tristán         |     |
| DT | DT  | Javier Irureta        |     |

| 21 | MED | Santiago Solari | 46' |
| 14 | MED | Guti            | 67' |
| 8  | MED | Steve McManaman | 83' |

| 23 | MED | Aldo Duscher   | 62' |
| 15 | DEF | Joan Capdevila | 83' |
| 8  | MED | Djalminha      | 88' |

|  | 58' | Raúl González | 1-2 |

|  | 6'  | Sergio González | 0-1 |
|  | 38' | Diego Tristán   | 0-2 |

|  | 25' | Fernando Hierro |
|  | 65' | Santiago Solari |
|  | 81' | Iván Helguera   |

|  | 10' | Mauro Silva          |
|  | 31' | Víctor Sánchez       |
|  | 70' | Fran                 |
|  | 90' | José Franciso Molina |

| Árbitro | Manuel Mejuto González |
| Reporte |                        |

|                              |
| Bandera de Galicia           |
| Campeón                      |
| R. C. Deportivo de La Coruña |
| 2o título                    |